# René van Asten
René Carolus Marie van Asten (Tilburg, 4 mei 1950) is een Nederlands acteur.

## Levensloop
Van Asten kreeg zijn opleiding aan de Toneelacademie Maastricht en behaalde daar in 1977 zijn diploma. Hij had in 1974 al gedebuteerd in de speelfilm De vijf van de vierdaagse van René van Nie. Hij was in het theater te zien bij gezelschappen als Theater en het Ro Theater. De laatste jaren werkt hij voornamelijk freelance en is hij veelvuldig te zien op televisie. Zo speelde hij rollen in series als Westenwind en De Fabriek. Daarnaast spreekt hij natuurfilms, commercials en documentaires in. In de Iglo-reclame uit 1984 speelde hij assistent-pizzabakker ("Pizzabodem vaak karton..."). In 2015 sprak hij onder meer de Gall&Gall-commercial in.

## Persoonlijk
René van Asten is getrouwd met actrice Rick Nicolet.

## Filmografie
- De vijf van de vierdaagse – Pieter van Veen (1974)
- Dagboek van een herdershond – Peter Bonte (1980)
- De verleiding (1980)
- De Fabriek – Harm Groen (1981)
- De weg – Leraar Scheikunde (afl. "Zo'n vader als ik heb", 1983)
- Herenstraat 10 – Versluis (1983–1984)
- Willem van Oranje – Adolf van Nassau-Dillenburg (afl. "1567 - 1568", 1984)
- Soldaten zonder geweren – Cellist (1985)
- De Appelgaard – Valentijn (1985–1986)
- Wilde Harten – Cabaretier (1989)
- Laat maar zitten – Pijlenwerper (afl. "Eigen schuld en boete", 1990)
- Vreemde praktijken – Antonio (1992)
- Oppassen!!! – Janos Ivolochek (afl. "Tomatologie" en "Blijven denken", 1992)
- Remember – Beveiliger (1993)
- Recht voor z'n Raab (afl. "'n Waarheid als 'n koe", 1993)
- Bruin goud – Sierd de Swarte (1994)
- Vrienden voor het leven – Harry (barman) (1994)
- Pleidooi – Bernard de Wolff (1994–1995)
- Vrouwenvleugel – Huub Hoefnagel (1995)
- Baantjer – Frits Romijn (afl. "De Cock en de reclamemoord", 1995)
- De Avonturen van Ichabod en meneer Pad - de stem van de Verteller (1995)
- Het Zonnetje in Huis – verschillende rollen (afl. "Kleren maken de man", 1996, "Waar de zon niet schijnt", 2002)
- Fort Alpha – Philip Ploos (1996)
- Gaston's War – Van der Waals (1997)
- In het belang van de staat – Ambtenaar Peters (1997)
- Wij Alexander – Secretaris Van Dijck (afl. 1 en 2, "Secretaris Van Dijck", 1998)
- Abeltje – Guerrillabewaker (1998)
- Westenwind – Jacob de Graaf (1999–2000, 2003)
- Papa's Song – Nico Venema (1999–2000)
- Baantjer – Hans Holstege (afl. "De Cock en de moord op grote hoogte", 2000)
- Lijmen/Het been – Korthals (2000)
- Spijt – Pim (2001)
- Verboden ogen – Vader (2002)
- IC – Pierre Meinen (2002)
- Bon bini beach – Michiel (2002–2003)
- Drijfzand – Van Raalte (2004)
- Zes minuten – Vader Van der Waal (2004)
- Missie Warmoesstraat – Wouter Ewijk (2004)
- Hotnews.nl – K.D. de Keizer (2005)
- De Band – (afl. "Intieme details", 2005)
- Spoorloos verdwenen – Mark Houtman (2006)
- Keyzer & De Boer Advocaten – Rechercheur Edwin Brand (2008)
- Alibi – Hotelgast (2008)
- Het Huis Anubis – Paulo Panini (2008)
- Juliana – Kaiser (2009)
- De Punt – Stokdreef (2009)
- Gooische Vrouwen – Klant van Evert (2009)
- Feuten – Ruud Hamerslag (2010–2013)
- Flikken Maastricht – Albert Boeijens (afl. "Jagers", 2010)
- Sint – Burgemeester van Amsterdam (2010)
- Deadline (afl. "Vuurdoop", 2010)
- Voor Lief – Huub (2010)
- De laatste reis van meneer Van Leeuwen – Meneer Zalm (2010)
- Kinderen geen bezwaar – Agent (afl. "Proletarisch shoppen", 2010)
- Goede tijden, slechte tijden – Rechter (afl. "4120/4121", 2010)
- De co-assistent – Berend van Elschot (afl. "47", 2010)
- Levenslied – Schooldirecteur Clemens (2011)
- De bende van Sjako – Dr. Nicolaes Tulp (afl. "De anatomische les", 2011)
- Bluf – Jack Leeuwenhart (2011)
- Rembrandt en ik – Jermias de Decker (afl. "Cornelia" 2011)
- Seinpost Den Haag – Bulle Buitink (2011)
- Michiel de Ruyter – Rechter Van Buuren (2015)